# Bikol
Bikol, także: Bicol, Bicolano, Bikolowie – lud filipiński zamieszkujący południowo-wschodnią część wyspy Luzon oraz przyległe wyspy Masbate i Catanduanes. Ich liczebność wynosi 4,5 mln.
W przeważającej mierze wyznają katolicyzm. Posługują się językiem z rodziny austronezyjskiej i wykształcili piśmiennictwo na bazie alfabetu łacińskiego. Rozpowszechnione są również inne języki, w tym tagalski i angielski.
Zajmują się przede wszystkim rolnictwem. Rozwinęli także rybołówstwo, leśnictwo, produkcję kopry oraz handel. Z rzemiosł znają garncarstwo i plecionkarstwo.
W ich wierzeniach występują elementy dawnych kultów (kult boga Guguranga, kulty duchów, kulty agrarne). Mają bogaty folklor (epos Ibalong, baśnie).
Małżeństwo ma charakter neolokalny. Dziedziczenie jest bilateralne. Poligynia była historycznie znana. 